# Kandy YMCA Chess Club
Kandy YMCA Chess Club – lankijski klub szachowy z siedzibą w Kandy, mistrz kraju z 1994 roku.

## Historia
Klub powstał w 1976 roku. W 1994 roku zdobył mistrzostwo kraju. W późniejszym okresie klub zawiesił działalność, wznowił ją w 2015 roku. W 2019 roku zespół zajął drugie miejsce w Super League, za University of Sri Jayewardenepura.